# Pawieł Kogan (skrzypek)
Pawieł Leonidowicz Kogan (ros. Павел Леонидович Коган; ur. 6 czerwca 1952 w Moskwie) – rosyjski skrzypek i dyrygent.

## Życiorys
Syn Leonida Kogana i Jelizawiety Gilels. Ukończył studia w Konserwatorium Moskiewskim w klasie Jurija Jankielewicza (1970). W 1970 roku zdobył I nagrodę w konkursie im. Jeana Sibeliusa w Helsinkach. Koncertował w krajach europejskich i Japonii, często występując razem z ojcem i matką. W późniejszym okresie ograniczył działalność jako skrzypek, skupiając się na dyrygenturze. W 1988 roku objął posadę dyrygenta moskiewskiego Teatru Bolszoj, a od 1989 roku prowadził Moskiewską Państwową Orkiestrę Symfoniczną.
Otrzymał tytuł Ludowego Artysty Federacji Rosyjskiej (1994) i Państwową Nagrodę Federacji Rosyjskiej (1997).

## Odznaczenia
- 2002 – Krzyż Komandorski Orderu Wielkiego Księcia Giedymina (Litwa)[5]
- 2002 – Order Przyjaźni (Federacja Rosyjska)[6]
- 2007 – Order „Za zasługi dla Ojczyzny” IV Klasy (Federacja Rosyjska)[7]
- 2012 – Order „Za zasługi dla Ojczyzny” III Klasy (Federacja Rosyjska)[8]
- 2014 – Krzyż Kawalerski Orderu Sztuki i Literatury (Francja)[9]
- 2018 – Order Honoru (Federacja Rosyjska)[10]